# 塞西尔·马修斯
塞西尔·马修斯（英語：Cecil Matthews，1914年10月13日—1987年11月8日），新西兰男子田径运动员，主攻中长跑。他曾代表新西兰参加1938年大英帝国运动会田径比赛，获得二枚金牌。